# Гоульмар Едн Еййоульфссон
Заголовок цієї статті — це ісландське ім'я, де Гоульмар — особове ім'я, а Еййоульфссон — ім'я по батькові. 
Гоульмар Едн Еййоульфссон (ісл. Hólmar Örn Eyjólfsson, нар. 6 серпня 1990, Сейдауркроукюр) — ісландський футболіст, захисник клубу «Валюр» та національної збірної Ісландії.

## Клубна кар'єра
У дорослому футболі дебютував 2006 року виступами за команду клубу ХК (Коупавогур), в якій провів два сезони, взявши участь у 20 матчах чемпіонату.
Своєю грою за цю команду привернув увагу представників тренерського штабу клубу «Вест Гем Юнайтед», до складу якого приєднався 2008 року, однак за три роки перебування в лондонському клубі не зіграв жодного матчу, перебуваючи спочатку в оренді у команді «Челтнем Таун», а пізніше у бельгійському «Руселаре».
До складу клубу «Бохум» приєднався 2011 року. Грав за бохумський клуб до 2014, в якому перебрався до Норвегії, ставши гравцем «Русенборга». З норсезьким клубом по два рази вигравав національний чемпіонат і Кубок.
23 грудня 2016 року перейшов в ізраїльський «Маккабі» (Хайфа), де провів пів року, після чого 1 вересня 2017 року перейшов на правах оренди в болгарський «Левські». Відігравши сезон 2017/18, 15 травня 2018 року Гоульмар став повноцінним гравцем софійського клубу.

## Виступи за збірні
2006 року дебютував у складі юнацької збірної Ісландії, взяв участь у 20 іграх на юнацькому рівні.
Протягом 2007–2012 років залучався до складу молодіжної збірної Ісландії. На молодіжному рівні зіграв у 27 офіційних матчах, забив 2 голи. Разом із командою брав участь у молодіжному чемпіонаті Європи з футболу, що проходив 2011 року у Данії.
2012 року дебютував в офіційних матчах у складі національної збірної Ісландії. Наразі провів у формі головної команди країни 18 матчів, забив 1 гол.
У складі збірної був учасником чемпіонату світу 2018 року у Росії.
| Дата       | Місто       | Господарі | Результат | Гості     | Турнір                               | Голи | Примітки |
| ---------- | ----------- | --------- | --------- | --------- | ------------------------------------ | ---- | -------- |
| 30-5-2012  | Гетеборг    | Швеція    | 3 – 2     | Ісландія  | товариський матч                     | -    | 83'      |
| 12-11-2014 | Брюссель    | Бельгія   | 3 – 1     | Ісландія  | товариський матч                     | -    | 84'      |
| 13-11-2015 | Варшава     | Польща    | 4 – 2     | Ісландія  | товариський матч                     | -    |          |
| 13-1-2016  | Абу-Дабі    | Фінляндія | 0 – 1     | Ісландія  | товариський матч                     | -    | 46'      |
| 15-11-2016 | Мдіна       | Мальта    | 0 – 2     | Ісландія  | товариський матч                     | -    | 80'      |
| 28-3-2017  | Дублін      | Ірландія  | 0 – 1     | Ісландія  | товариський матч                     | -    | 53'      |
| 14-1-2018  | Джакарта    | Індонезія | 1 – 4     | Ісландія  | товариський матч                     | -    | 46'      |
| 23-3-2018  | Санта-Клара | Мексика   | 3 – 0     | Ісландія  | товариський матч                     | -    | 46'      |
| 7-6-2018   | Рейк'явік   | Ісландія  | 2 – 2     | Гана      | товариський матч                     | -    |          |
| 11-10-2018 | Генгам      | Франція   | 2 – 2     | Ісландія  | товариський матч                     | -    |          |
| 15-10-2018 | Рейк'явік   | Ісландія  | 1 – 2     | Швейцарія | Ліга націй УЄФА 2018-2019 - 1-й етап | -    |          |
| 16-1-2020  | Ірвайн      | Канада    | 0 – 1     | Ісландія  | товариський матч                     | 1    |          |
| 19-1-2020  | Карсон      | Сальвадор | 0 – 1     | Ісландія  | товариський матч                     | -    | 61' 70'  |
| 8-9-2020   | Брюссель    | Бельгія   | 5 – 1     | Ісландія  | Ліга націй УЄФА 2020-2021 - 1-й етап | -    |          |
| 11-10-2020 | Рейк'явік   | Ісландія  | 0 – 3     | Данія     | Ліга націй УЄФА 2020-2021 - 1-й етап | -    | 73'      |
| 14-10-2020 | Рейк'явік   | Ісландія  | 1 – 2     | Бельгія   | Ліга націй УЄФА 2020-2021 - 1-й етап | -    |          |
| 15-11-2020 | Копенгаген  | Данія     | 2 – 1     | Ісландія  | Ліга націй УЄФА 2020-2021 - 1-й етап | -    |          |
| 18-11-2020 | Лондон      | Англія    | 4 – 0     | Ісландія  | Ліга націй УЄФА 2020-2021 - 1-й етап | -    | 62'      |
| Усього     |             | Матчів    | 18        |           | Голів                                | 1    |          |

## Титули і досягнення
- Чемпіон Норвегії (2):

«Русенборг»:  2015, 2016
- Володар Кубка Норвегії (2):

«Русенборг»:  2015, 2016
- Володар Кубка ісландської ліги (2):

«Валюр»: 2023, 2025

## Особисте життя
Син ісландського футболіста Ейолфюра Сверіссона.